# تفسير نور الثقلين
تفسير نور الثقلين هو من التفاسير الروائية للشيعة، تأليف العالم والمفسر الشيعي عبد علي العروسي الحويزي (وفاة 1112 هـ).
يورد المؤلف في هذا التفسير الروايات الواردة عن طريق أهل البيت، دون التعليق عليها.

## المؤلف
الشيخ عبد علي بن جمعة العروسي الحويزي هو رجل دين ومفسر شيعي. لم يذكر أصحاب التراجم والرجال، تاريخ ولادته وأحوال حياته، وإنما ذكروا أنه أصله من مدينة الحويزة من المدن الصغيرة في إقليم خوزستان، إلّا أنه استوطن مدينة شيراز. كان الحويزي معاصرا لكبار المحدثين مثل البحراني والحر العاملي.
له بعض المؤلفات كشرح لامية العجم، وأصول الدين وديوان شعر لكنه اشتهر بتأليفه كتاب تفسير نور الثقلين حتى صار يُقال له صاحب نور الثقلين واشتهر بهذا الاسم.

## عن التفسير
يعد هذا التفسير من المجاميع الروائية في تفسير القرآن، وقد اهتم بجمع الروايات الواردة عن أهل البيت دون ابداء المفسر أي تعليق. وقد تبلغ رواياته أكثر من ثلاثة عشر ألف حديث.
لكن لايعتمد علی هذا التفسير إلا بعد ملاحظة الإسناد والمتن، كما هو شأن جميع التفاسير الروائية وذلك بسبب ضعف في الإسناد. فالمؤلف نقل بعض الروايات من المصادر الضعيفة احياناً وحذف الاسناد في بعض الروايات، كما يقول الحويزي نفسه في مقدمة الكتاب: «أن تفسير مشتمل على الغث والسمين، وكان الهدف جمع كل الروايات التفسيرية ، لكي يسهل الطريق أمام اصحاب التحقيق.»
وقد أعتمد الحويزي في تفسير آيات القرآن الكريم على الأسلوب التالي:
1. القرآن بالقرآن: أي تفسير الآية بآية أخرى من السورة أو من سورة أخرى.
2. القرآن بالسنة: تفسير الآية من خلال الاستفادة مما ورد في سُنَّة النبي وأهل بيته، سواءً كانت قولية أم فعلية.
3. القرآن باللغة: أي تفسير آيات من القران الكريم اعتمادا علی اللغة العربية.
4. مصادر تفسيرية أخرى: كالتفسير بالاعتماد على القواعد العقلية والفلسفية، أو الإشارة، أو التاريخ [1]